# 藤河村 (山口県)
藤河村（ふじかわそん）は、山口県玖珂郡にあった村。現在の岩国市中心部の北西、山陽自動車道・岩国インターチェンジの周辺にあたる。

## 地理
- 山岳 ： 岩国山、柏木山
- 河川 ： 錦川

## 歴史
- 1889年（明治22年）4月1日 - 町村制の施行により、関戸村・多田村・阿品村・田原村・御庄村・大谷村・持国村の区域をもって藤河村（第1次）が発足。
- 1916年（大正5年）6月1日 - 分割し、大字関戸・多田・阿品・田原に改めて藤河村（第2次）、大字御庄・大谷・持国に御庄村がそれぞれ発足。同日藤河村（第1次）廃止。
- 1955年（昭和30年）4月1日 - 岩国市に編入。同日藤河村（第2次）廃止。

## 交通

### 鉄道路線
現在は旧村域を山陽新幹線が通過するが、当時は未開業。

### 道路
- 国道2号

現在は旧村域に山陽自動車道の岩国インターチェンジが所在するが、当時は未開通。